# Sumata
Sumata (素股?) (letteralmente "inguine nudo") è un termine giapponese che indica un atto sessuale senza penetrazione tipico dei bordelli giapponesi.

## Storia
Il sumata è una forma di stimolazione sessuale eseguita da donne sui clienti maschi massaggiandone il pene con le mani, cosce o grandi labbra. Lo scopo è stimolarne l'eiaculazione senza penetrazione vaginale. Questa attività nacque originariamente per eludere la legge anti prostituzione (売春防止法?, Baishun Bōshi Hō) del 1956, che, nell'esemplificare la natura del rapporto sessuale a pagamento ora fuorilegge, indicavano l'amplesso vaginale.
L'aumento di popolarità in Giappone di questi locali è simile a quella dei bordelli in stile occidentale e agli strip club che offrono servizi di lap dancing senza rapporti sessuali completi.